# Olympia, Grecia
Olympia, un oraș în Grecia antică, în Elis, este cunoscută ca loc de desfășurare a Jocurilor Olimpice în perioada clasică, comparabile în importanță cu Jocurile Pitiene ținute la Delphi. Ambele jocuri se desfășurau în fiecare olimpiadă (la fiecare patru ani), Jocurile Olimpice datând din cel mai târziu 776 î.Hr. La sfârșitul secolului IV, împăratul Teodosie le-a abolit.
Olympia este cunoscută și pentru statuia sa imensă a lui Zeus, statuie făcut din fildeș și aur, una dintre Cele Șapte Minuni ale Lumii, făcută de Phidias. A fost găzduită de templul lui Zeus, foarte aproape de o clădire imensă, care se consideră că a fost atelierul lui Phidias, în care acesta a creat statuia (ulterior atelierul a fost transformat într-o basilică creștină, în prezent ruinată).
Excavările din împrejurimile templului, conduse de cele mai multe ori de arheologii germani la sfârșitul secolului XIX, au ajutat și la descoperirea statuii lui Hermes de Praxiteles și a stadionului, unde se desfășurau întrecerile sportive.
Situl arheologic Olympia a fost înscris în anul 1989 pe lista patrimoniului cultural mondial UNESCO.

## Galerie de imagini

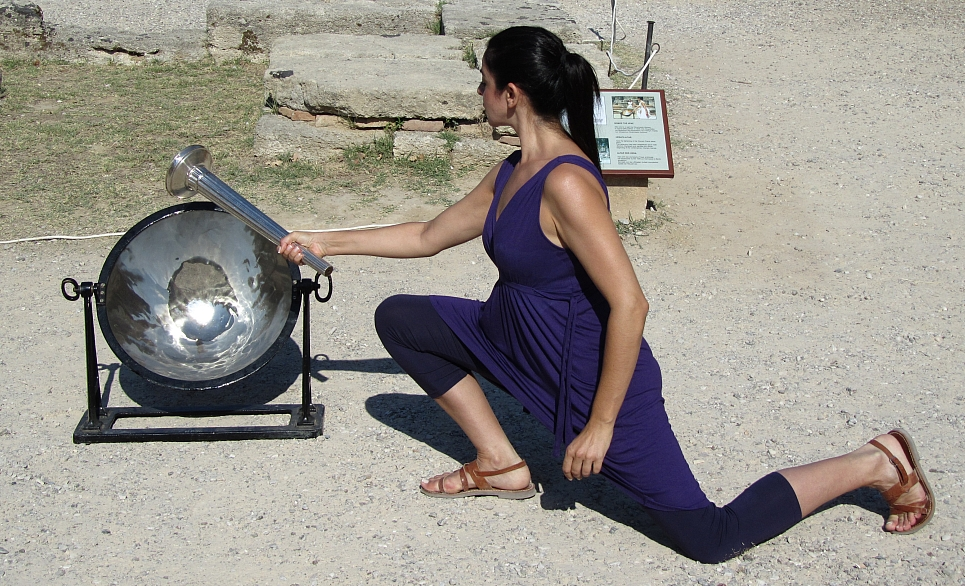
Locul unde se aprinde flacăra olimpică
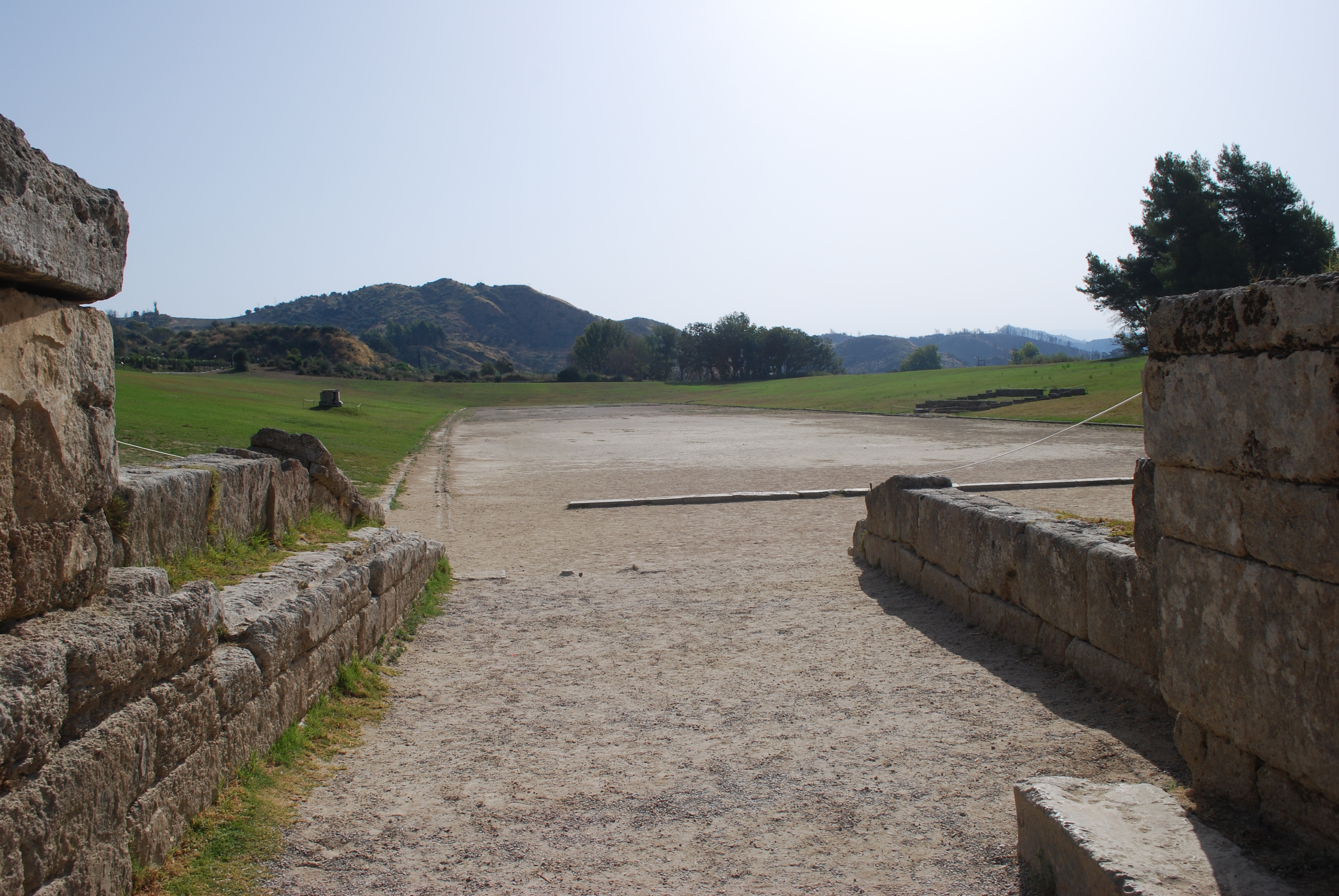
Stadionul antic olimpic
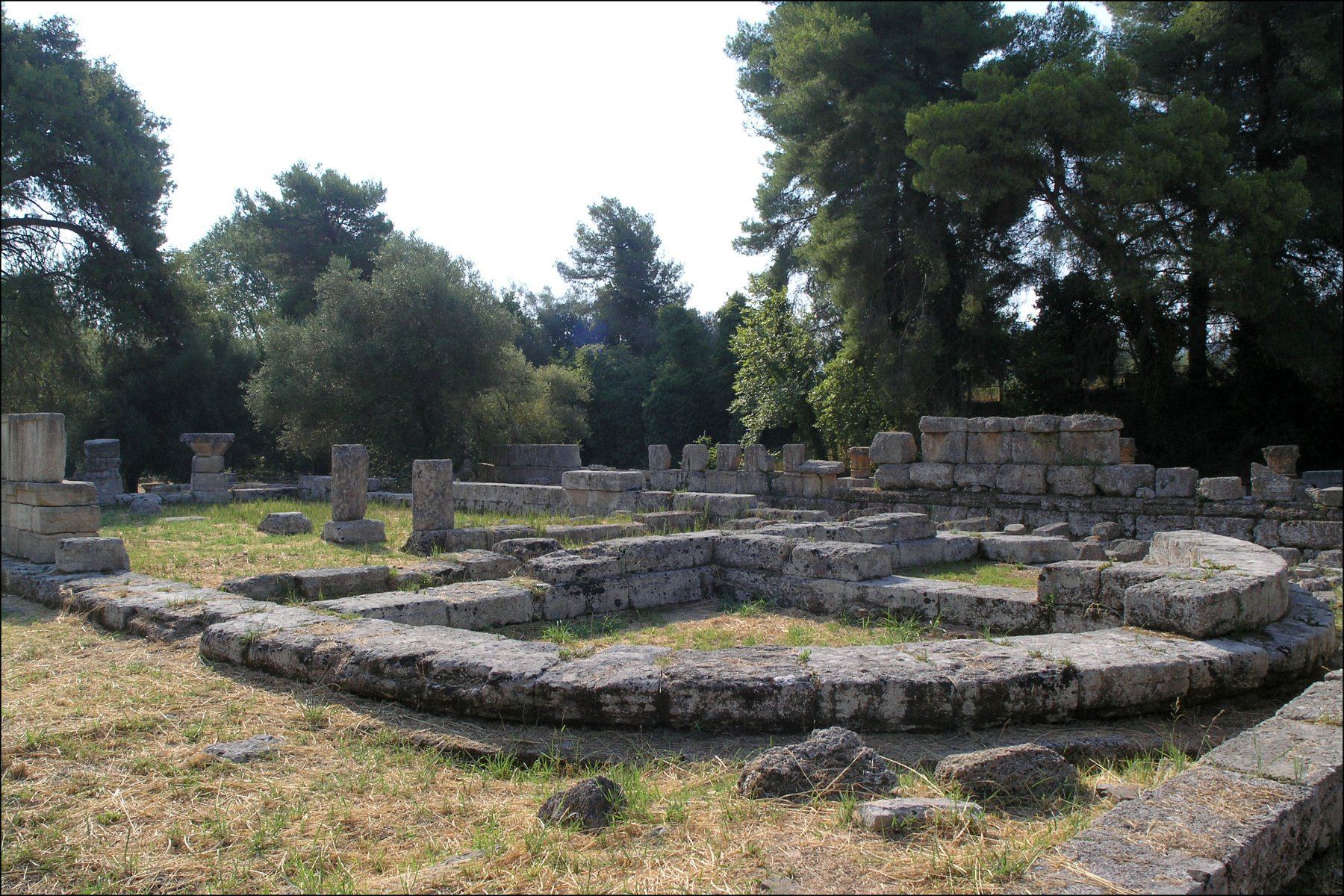
Bouleuterion (clădirea consiliului orășenesc)
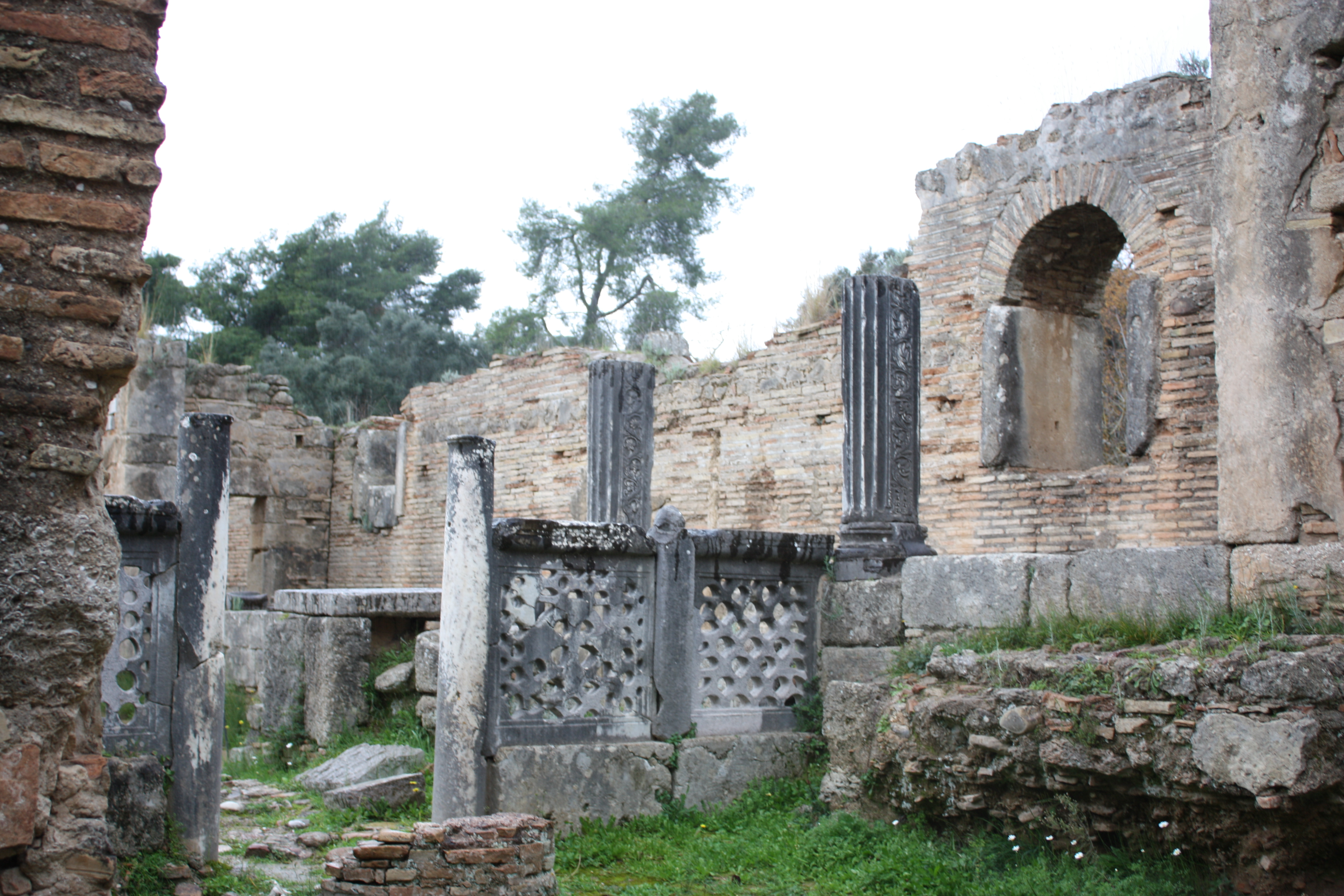
Atelierul lui Phidias unde a creat statuia lui Zeus (ulterior biserică bizantină)
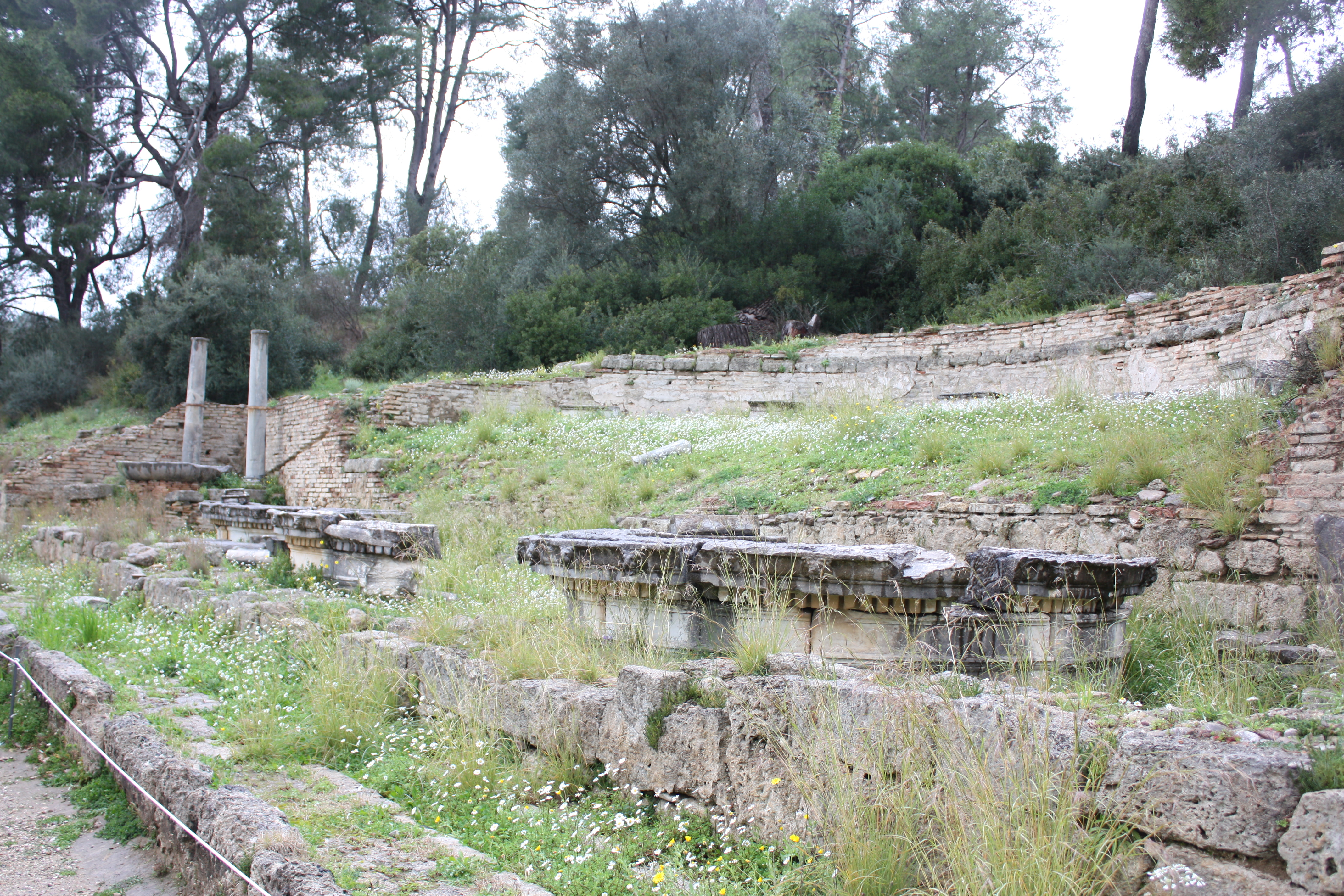
Nymphaeum
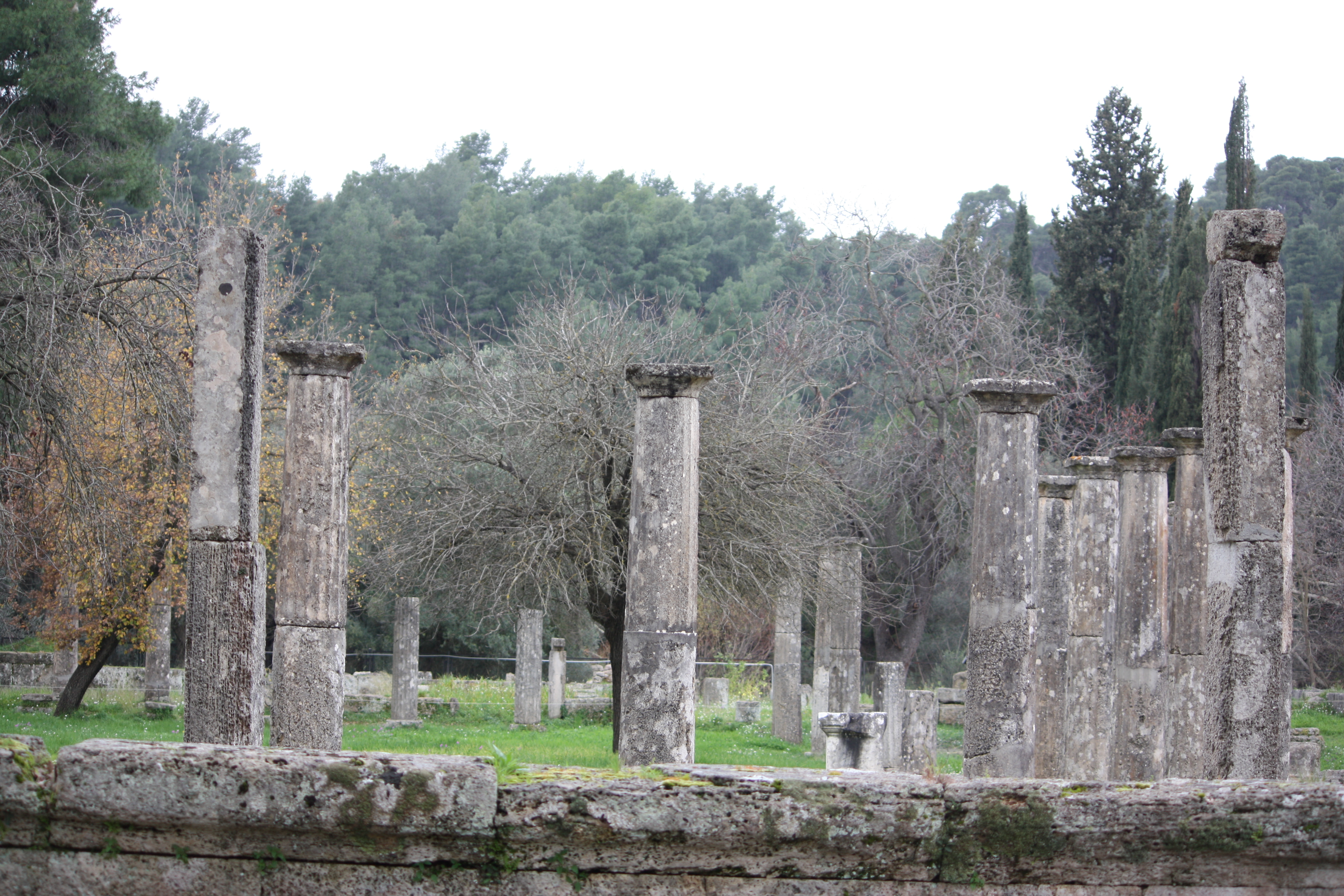
Palaestra